# اقابگی
اقابگی، روستایی از توابع بخش مرکزی شهرستان شوشتر در استان خوزستان ایران است.جمعیت این روستا نسبت به سال ۱۳۸۵، چیزی حدود ۱۱نفر افزایش یافته است.

## جمعیت
این روستا در دهستان میان‌آب (شوشتر) شمالی قرار دارد و براساس سرشماری مرکز آمار ایران در سال ۱۳۸۵، جمعیت آن ۱۵۸ نفر (۲۳خانوار) بوده‌است.